# دلما مول
دلما مول هو مركز تسوق يقع في أبو ظبي، الإمارات العربية المتحدة. يقع المركز التجاري في مكان بارز على طريق أبو ظبي - طريف - العين السريع، مقابل مدينة محمد بن زايد. يقع دلما مول على بعد مسافة قصيرة من جسر المقطع ومطار أبوظبي الدولي، ويضم أكثر من 450 متجرًا وكشكًا. افتتح المركز التجاري في 10 أكتوبر 2010.

## وصف
دلما مول هو جزء من الخطة الإستراتيجية لإمارة أبوظبي 2030 التي تحدد إطار النمو طويل الأجل للإمارة. أظهرت أبحاث السوق أن المنطقة سريعة النمو المحيطة بدلما مول قد تطورت إلى عدد كبير من السكان من الطبقة المتوسطة ومتعددة الثقافات، وأن المركز التجاري قد استوفى متطلبات السكان المحيطين به.

## بناء

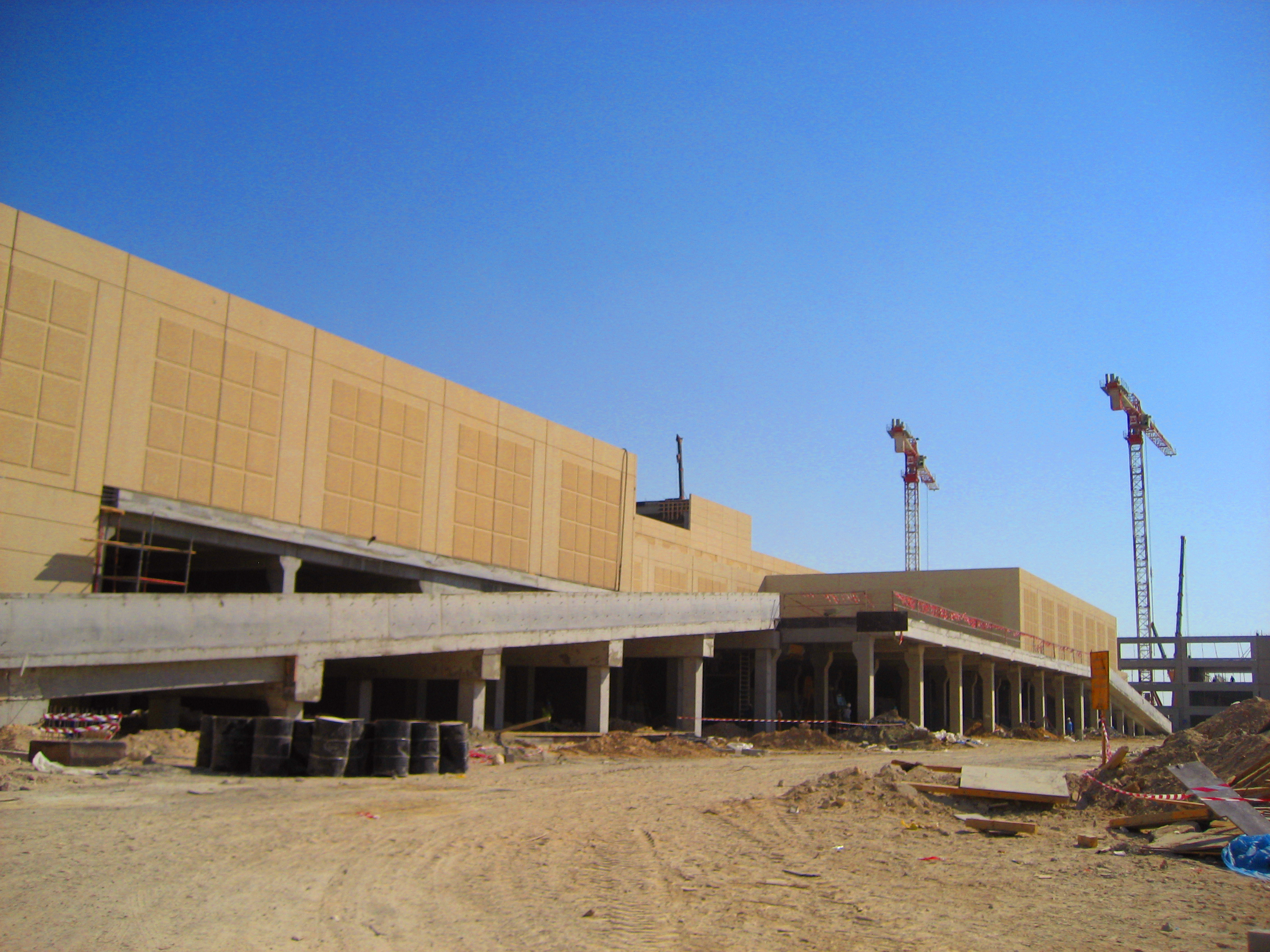
دلما مول قيد الإنشاء عام 2009

دلما مول مملوك لشركة The Developers LLC. تبلغ مساحة المول الإجمالية 250 ألف متر مربع ومساحة إجمالية للتأجير 155 ألف متر مربع. المركز التجاري الذي تم افتتاحه في عام 2010، يضم متاجر مثل كارفور، ومستشفى دار الشفاء لجراحة داي كير، وهوم سنتر، وسنتربوينت، وماركس آند سبنسر، وإتش آند إم، و 2 إكس إل، وآيس هاردويرز، ومكتبة جرير، وإيماكس، وليتنس فيرست، وفورايفر 21، وأيد ديزاين، وأحمر. تاج، ماكس فاشون، ماتالان، براندز، توينتي 4، إيسيتي، دبنهامز، وغيرها.

## وسائل الترفيه
يمكن لزوار دلما مول تجربة مجموعة واسعة من وسائل الترفيه التي تشمل سلسلة من الأنشطة.

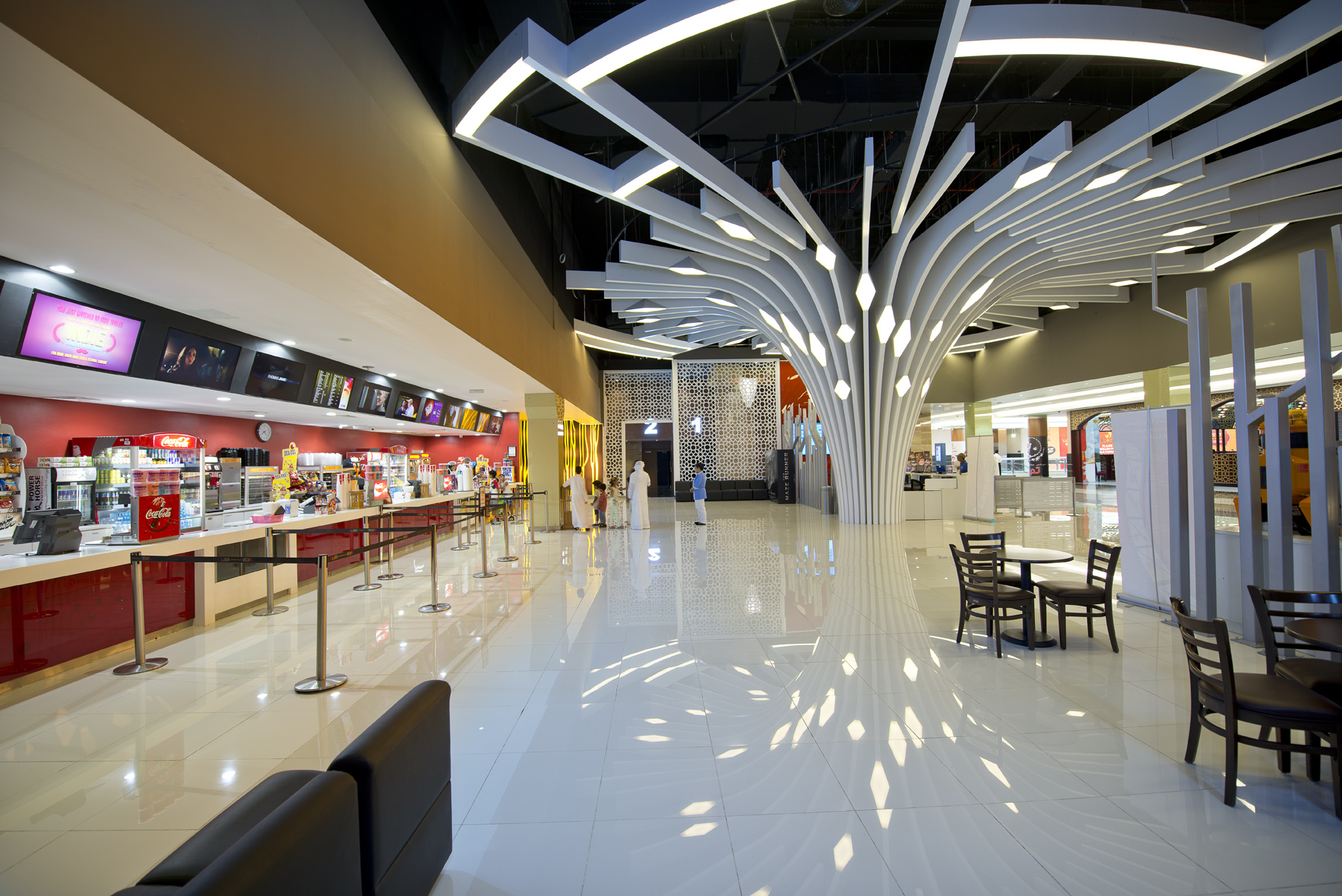
سيني رويال للتصميم الداخلي، المستوى 2، دلما مول

## مدينة المرح

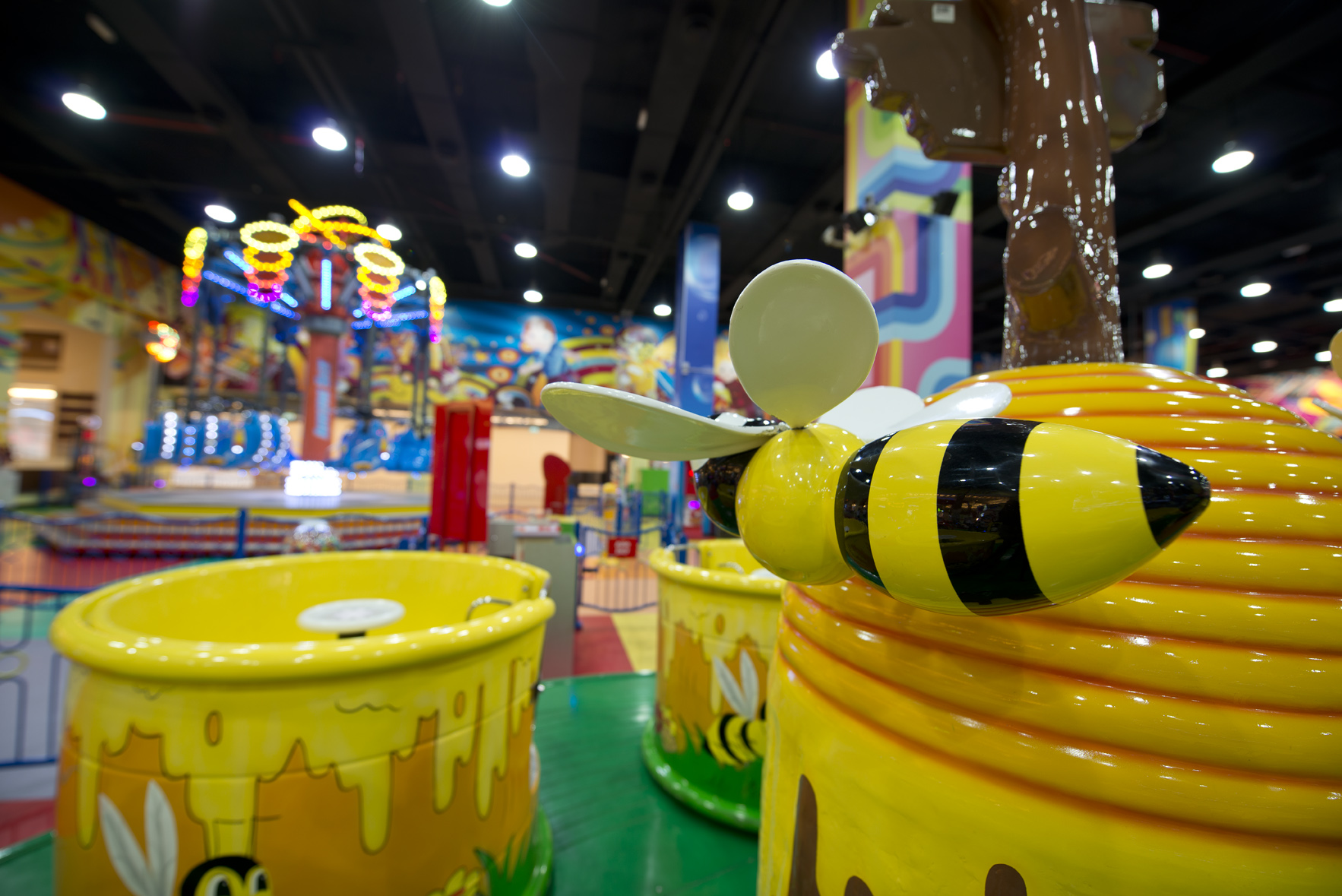
فن سيتي، المستوى 2، دلما مول

فن سيتي هو مركز لعب للأطفال الذين تتراوح أعمارهم بين 1 و 12 سنة.  مقسم إلى مناطق مناسبة للعمر، تم تصميم Fun n Learn للأطفال الذين تتراوح أعمارهم بين 0 و 4 سنوات ويوفر منافذ لتنمية الأطفال العقلية والبدنية. وفي الوقت نفسه، توفر منطقة PlayZone، وهي منطقة الألعاب اللينة، مكانًا آمنًا وآمنًا للعب الأطفال.

## سيني رويال
دلما مول يستضيف أكبر سينيبلكس في أبوظبي، 14 شاشة سينما رويال.  السينما بها 2200 مقعد وتجربة سينمائية غير مسبوقة بما في ذلك قاعات كبار الشخصيات وعروض ثلاثية الأبعاد.

## مغامرات HQ
مغامرات HQ هي مغامرة خارجية ورياضية ولياقة بدنية متخصصة تقدم معدات لمجموعة واسعة من أنشطة الحياة النشطة بما في ذلك صيد الأسماك والغوص والتخييم والمشي لمسافات طويلة وركوب الدراجات والرياضات المائية.

## معرض الصور

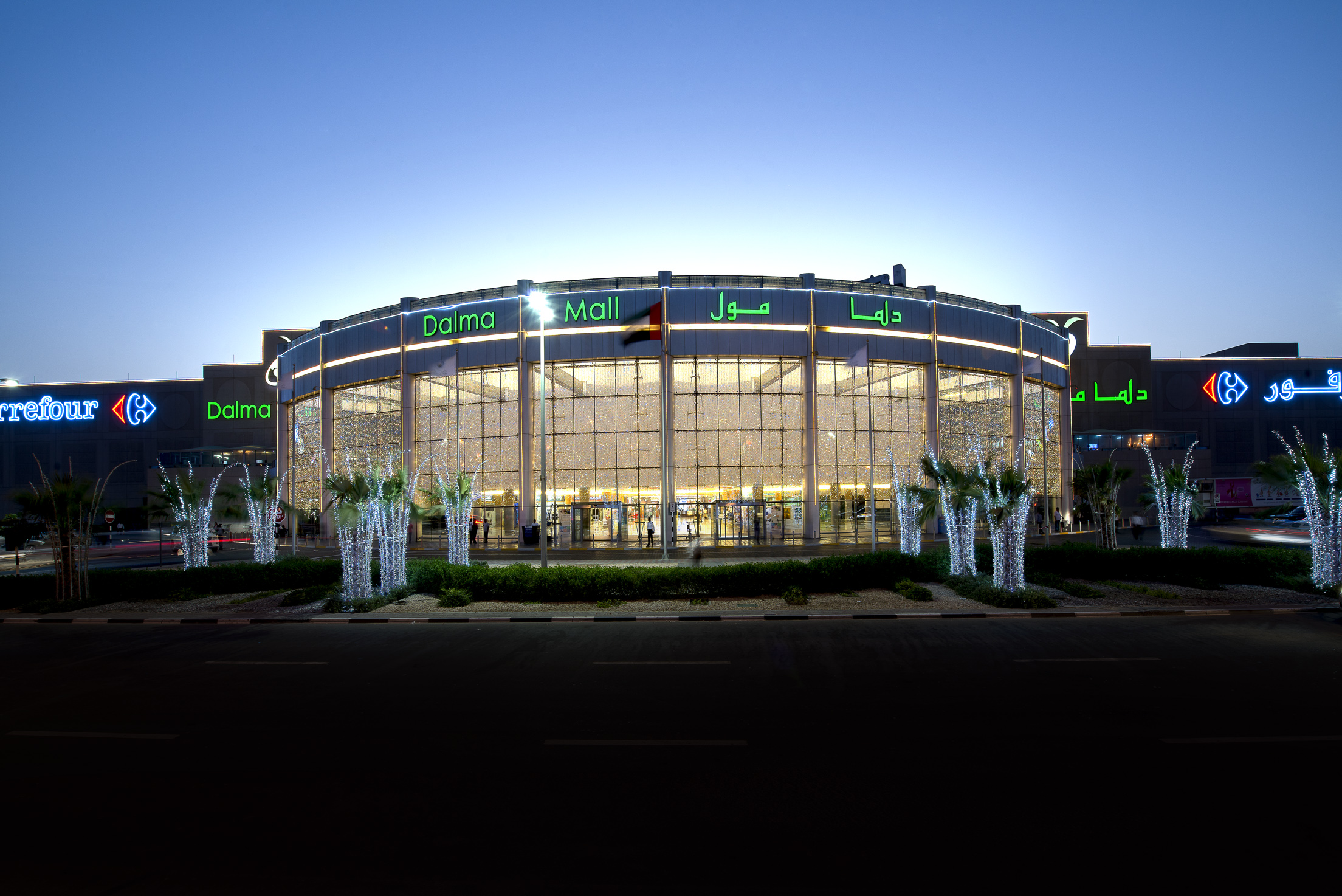
تم التقاط الواجهة الخارجية لدلما مول في أكتوبر 2014
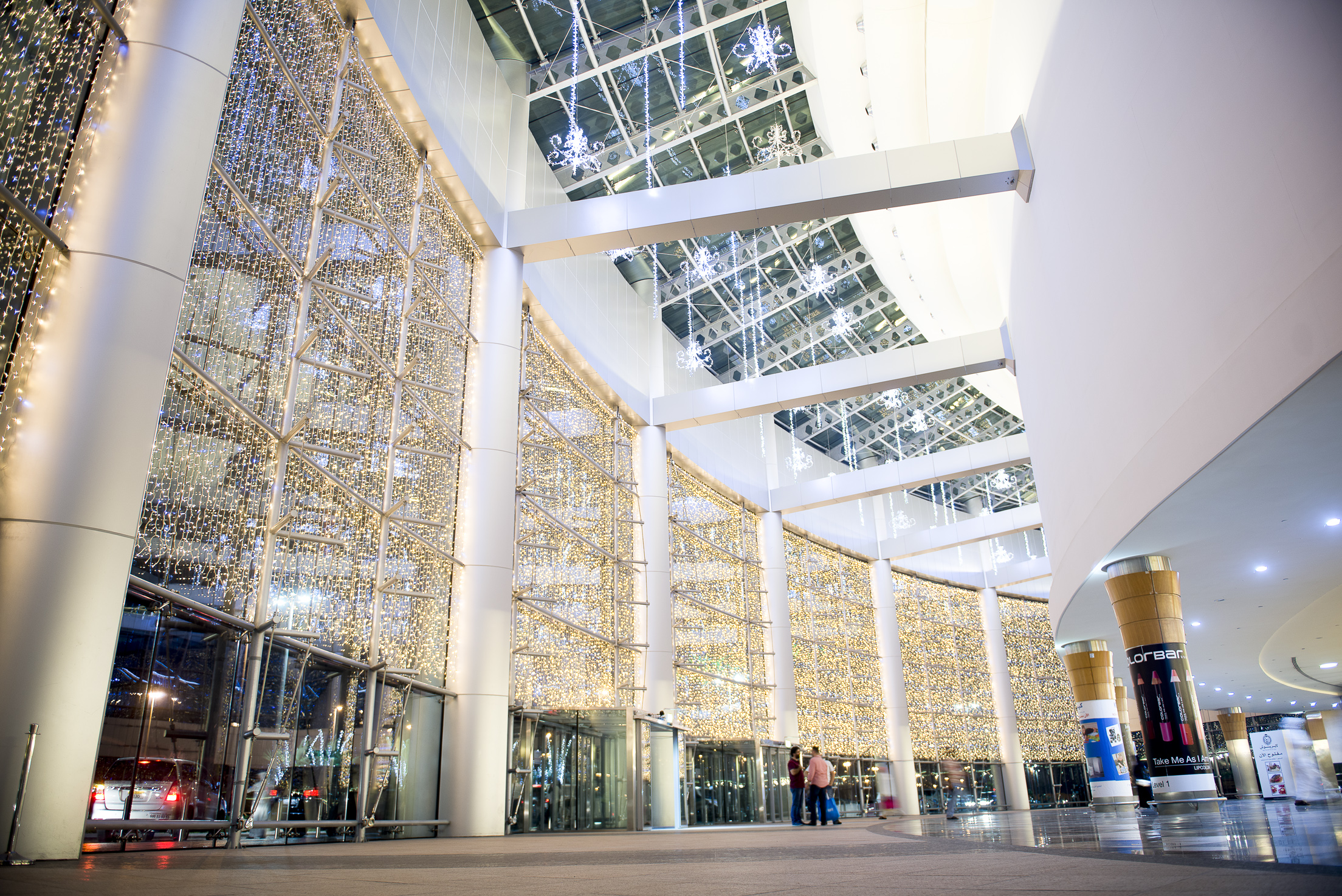
المدخل الرئيسي دلما مول
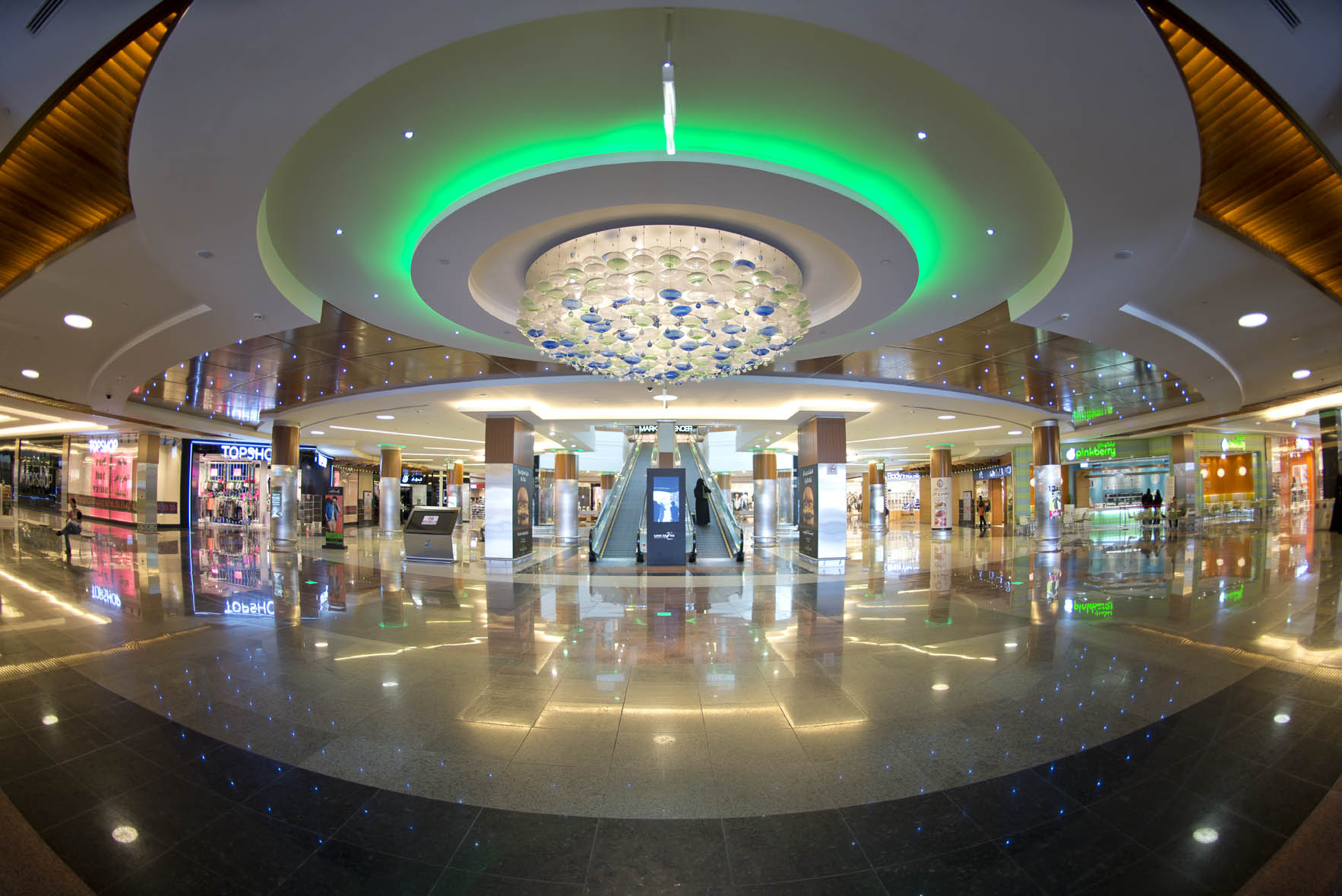
ممر دلما مول
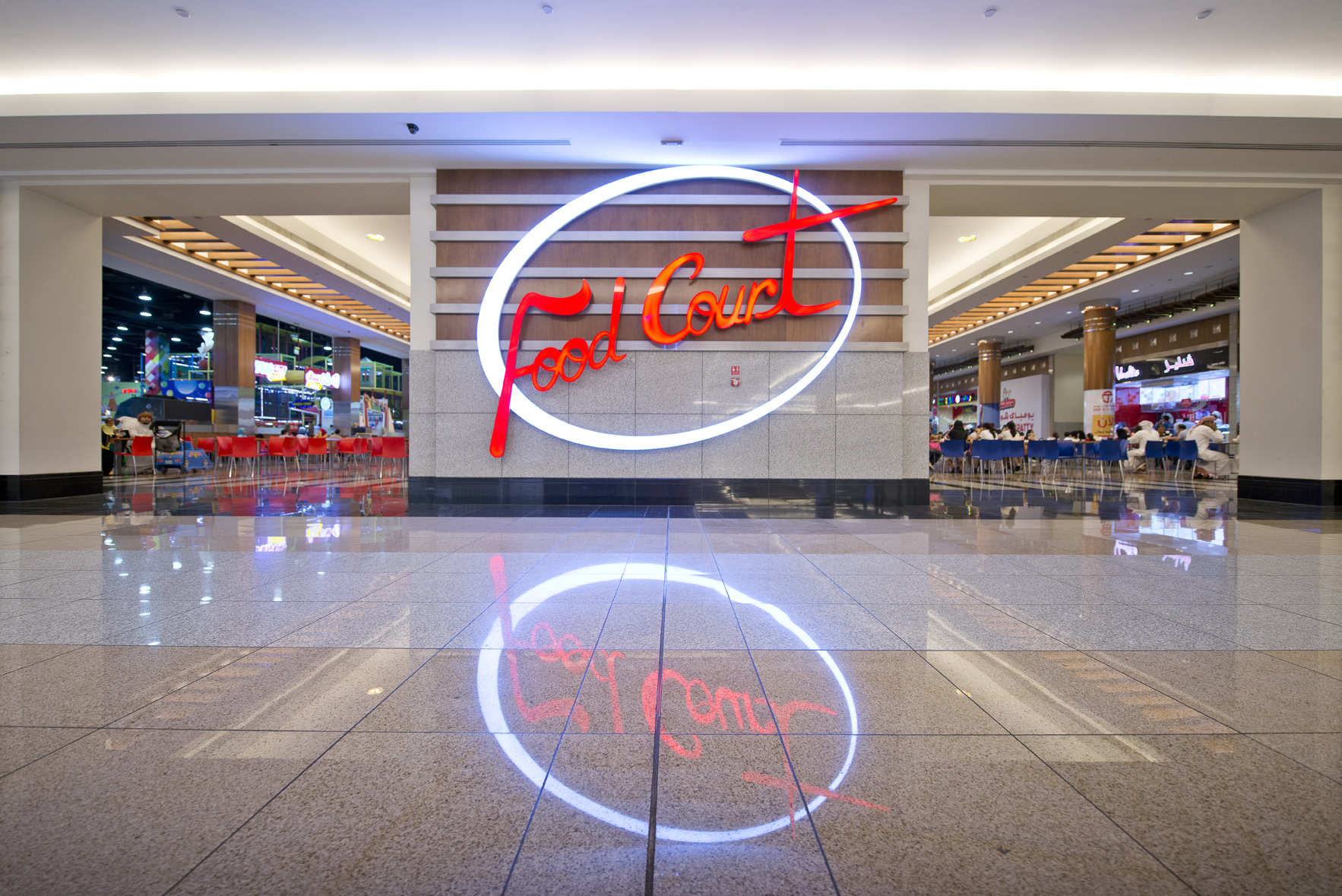
ردهه الطعام دلما مول - الدور الثانى
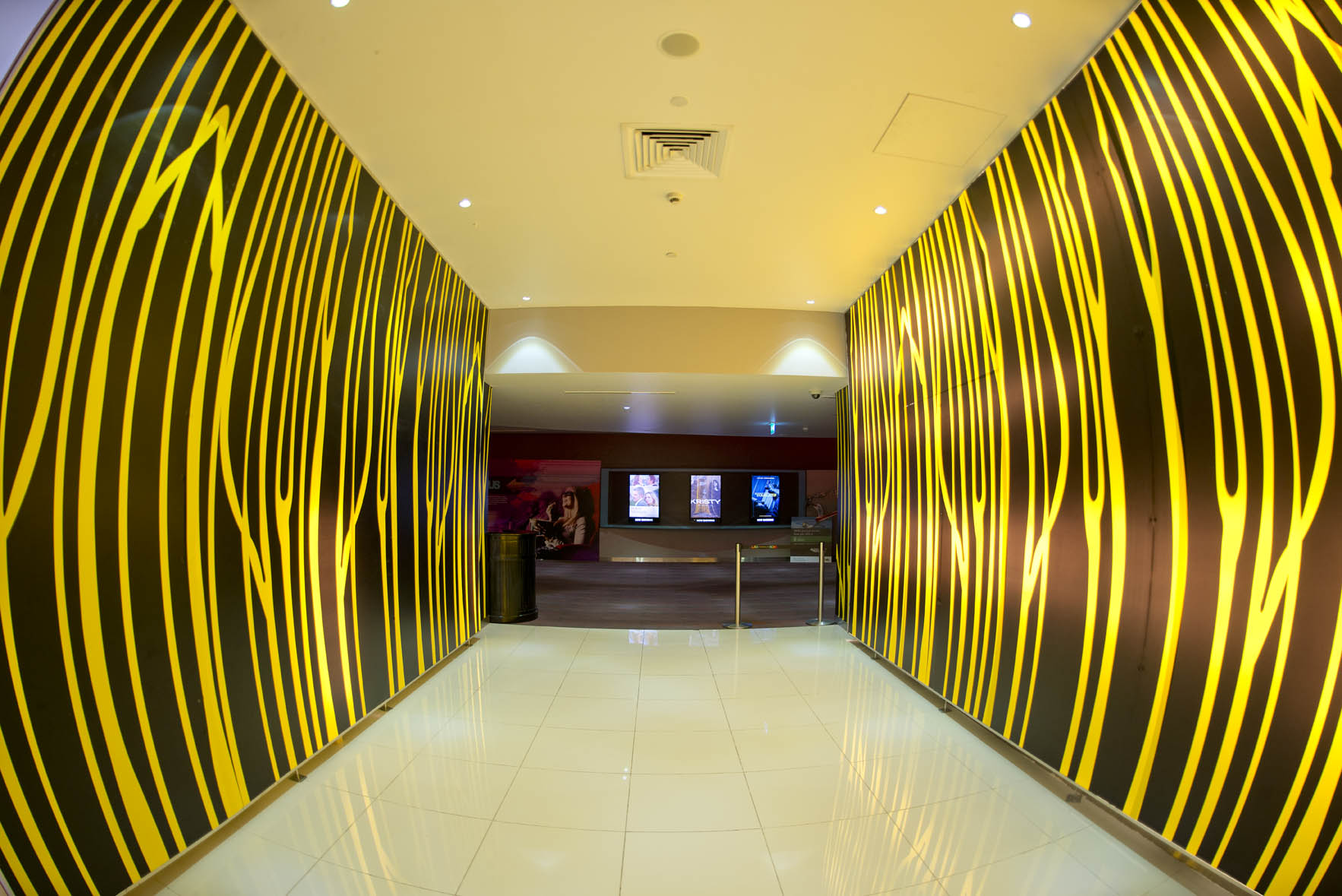
ممر سيني رويال ، المستوى 2 ، دلما مول

## فهرس
Saab، Nehal؛ Abou-Hichme، Khaled (17 أغسطس 2014). "Time to go 'Back to School' with Dalma Mall". Business. MENAFN Press. مؤرشف من الأصل في 2022-12-25. اطلع عليه بتاريخ 2014-09-15.